# Robert Stumpfl
Robert Heinrich Viktor Stumpfl (* 6. Juni 1904 in Wien; † 11. August 1937 in Guggenthal) war ein österreichischer Philologie und Theaterwissenschaftler.

## Leben
Robert Stumpfl wurde in Wien geboren. Sein Vater war ein hoher Beamter im Außenministerium. Er studierte Anglistik, Germanistik und Skandinavistik an den Universitäten Wien und Kiel und promovierte 1926 in Wien unter der Leitung von Rudolf Much. Seine Dissertation befasste sich mit dem protestantischen Theater in Österreich zur Zeit der Reformation. In den 1920er Jahren waren die Aussichten auf eine akademische Karriere in Österreich gering; Stumpfl nahm eine Stelle an der Universität von Edinburgh an.
Nach seiner Rückkehr nach Österreich heiratete Stumpfl am 7. Juli 1931 Johanna Nikolaia Karoline Spitzy in Wien. Er trat zum 1. Mai 1933 der NSDAP bei (Mitgliedsnummer 1.629.997). Seine Habilitation an der Universität Berlin schloss er 1936 unter der Betreuung von Julius Petersen ab. Seine Habilitationsschrift, Kultspiele der Germanen als Ursprung des mittelalterlichen Dramas (1936), wurde in der Fachwelt mit großem Interesse aufgenommen, da er die Theater-Ursprünge im heidnischen und nicht – wie damals üblich – im christlichen Ritus suchte. Stumpfls Forschungsrichtung war bereits von Jacob Grimm und Gustav Freytag verfolgt worden.
Stumpfl war Professor an der Universität Heidelberg. Er starb als Folge eines Autounfalls.

## Werke (Auswahl)
- Schauspielmasken des Mittelalters und der Renaissancezeit und ihr Fortbestehen im Volksschauspiel, 1931
- Das alte Schultheater in Steyr im Zeitalter der Reformation und Gegenreformation, 1933
- Unser Kampf um ein deutsches Nationaltheater, 1935
- Kultspiele der Germanen als Ursprung des mittelalterlichen Dramas, 1936